# Карлос (мини-сериал)
«Карлос» (исп. Carlos) — франко-немецкий драматический мини-сериал, снятый режиссёром Оливье Ассаясом. Фильм был впервые показан на канале Canal+ в 2010 году (три серии — 19 и 25 мая и 2 июня).

## Сюжет
Фильм рассказывает историю знаменитого международного террориста Ильича Рамиреса Санчеса, известного под именем Карлос. Создатели ленты предупреждают, что поскольку многие детали жизни и деятельности Карлоса остаются неизвестными, эта история в значительной степени является вымышленной. Действие начинается в начале 1970-х годов в Лондоне, где революционно настроенный молодой венесуэлец Ильич Рамирес Санчес, мечтающий о деятельности на благо угнетаемых стран «третьего мира», решает присоединиться к палестинской группе, ведущей подпольную борьбу против государства Израиль на Ближнем Востоке...

## В ролях
- Эдгар Рамирес — Ильич Рамирес Санчес («Карлос»)
- Александр Шер — Йоханнес Вайнрих
- Нора фон Вальдштеттен — Магдалена Копп
- Кристоф Бах — Ханс-Йоахим Кляйн («Энджи»)
- Ахмад Каабур — Вадей Хаддад
- Сусанна Вюст — Эдит Хеллер
- Талаль Эль-Йорди — Камаль аль-Иссави («Али»)
- Анна Тальбах — Инге Вит
- Юлия Хуммер — Габриэла Крехер-Тидеман («Нада»)
- Разанн Джамаль — Лана Джаррар
- Родни Эль Хаддад — Анис Наккаш («Халид»)
- Шандор Бойте — венгерский генерал
- Антон Кузнецов — Юрий Андропов
- Аббес Захмани — Абдель Азиз Бутефлика
- Удо Замель — канцлер Бруно Крайский

## Награды и номинации
- 2010 — Премия Европейской киноакадемии за лучший монтаж (Люк Барнье, Марион Моннье), а также номинация за лучшую режиссуру (Оливье Ассаяс).
- 2011 — Премия «Сезар» самому многообещающему актеру (Эдгар Рамирес), а также две номинации: лучший режиссёр (Оливье Ассаяс), лучший монтаж (Люк Барнье).
- 2011 — Премия «Золотой глобус» за лучший мини-сериал или фильм для ТВ, а также номинация в категории «лучшая мужская роль в мини-сериале или телефильме» (Эдгар Рамирес).
- 2011 — две номинации на премию «Эмми»: лучшая режиссура мини-сериала или фильма (Оливье Ассаяс), лучшая мужская роль в мини-сериале или фильме (Эдгар Рамирес).
- 2011 — номинация на премию Гильдии киноактёров США за лучшую мужскую роль в телефильме или мини-сериале (Эдгар Рамирес).

## Рецензии
- Михаил Ларинов. Карлос как «реальный мужик» на сайте «Сен-Жюст»

## Саундтрек
| №   | Название                  | Автор(ы)        | Длительность |
| --- | ------------------------- | --------------- | ------------ |
| 1.  | «Loveless Lov»            | The Feelies     |              |
| 2.  | «Dreams Never End»        | New Order       |              |
| 3.  | «Terebellum»              | Fripp & Eno     |              |
| 4.  | «All Night Party»         | A Certain Ratio |              |
| 5.  | «Ahead»                   | Wire            |              |
| 6.  | «Forces at Work»          | The Feelies     |              |
| 7.  | «Sonic Reducer»           | Dead Boys       |              |
| 8.  | «Dot Dash»                | Wire            |              |
| 9.  | «Drill»                   | Wire            |              |
| 10. | «The 15th»                | Wire            |              |
| 11. | «Sharing»                 | Satisfaction    |              |
| 12. | «Pure»                    | Lightning Seeds |              |
| 13. | «La Pistola y el Corazon» | Los Lobos       |              |
| 14. | «El Sueno Americano»      | La Portuaria    |              |